# 北八王子站
北八王子站（日语：／ Kita-Hachiōji eki */?）是位於東京都八王子市石川町，屬於東日本旅客鐵道（JR東日本）八高線的鐵路車站。

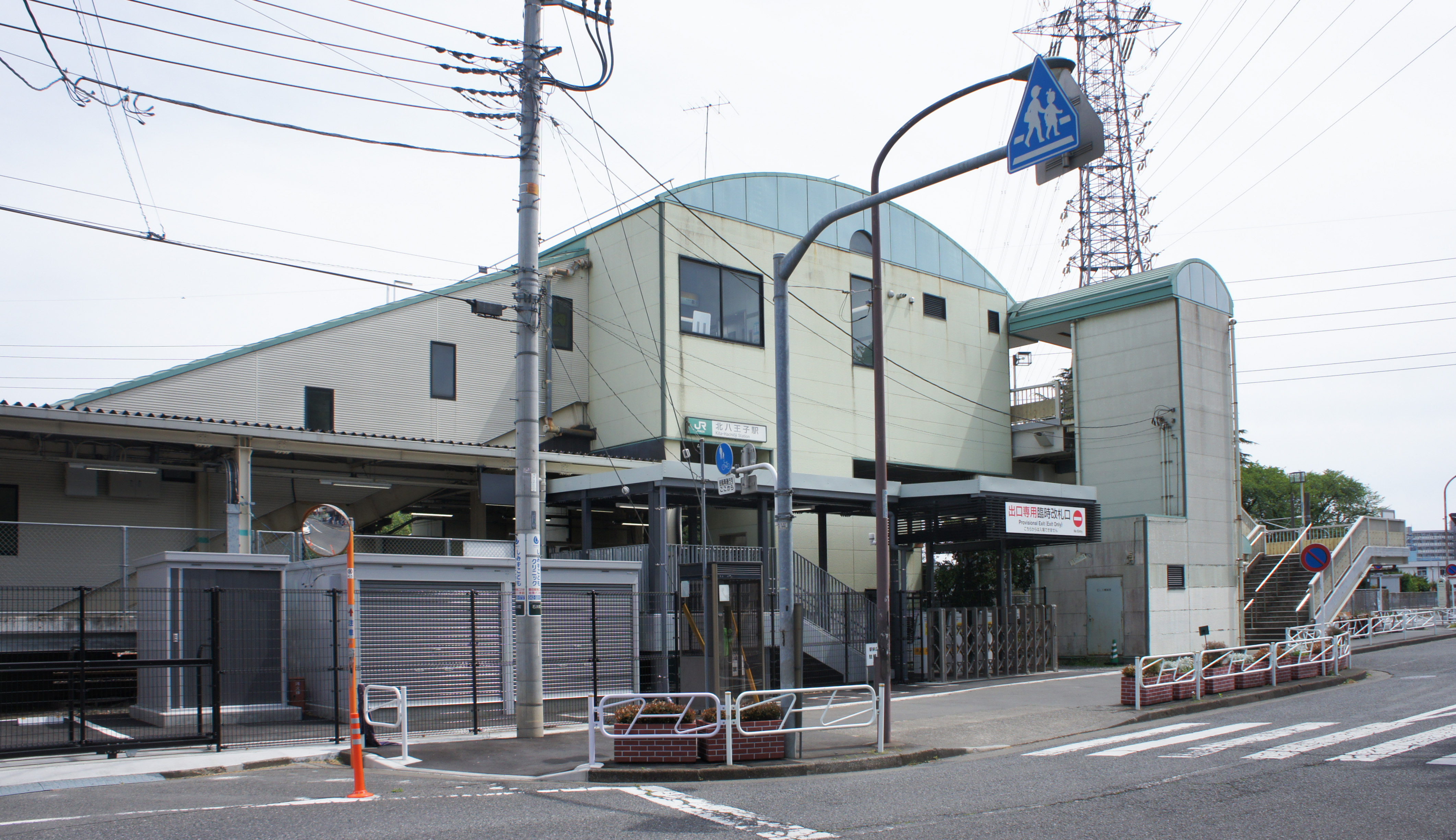
西口(2021年4月)

## 車站結構
本站為對向式月台2面2線的地面車站，設有跨站式站房。往各月台只設有升降機，不設扶手電梯。八王子市管理的自由通道部分也是東西各出口都設升降機，未設置扶手電梯。由於編組較短、單線行車而班次又不多，早上的八王子至此站之間非常擠迫。

### 月台配置
| 月台 | 路線            | 方向 | 目的地                       | 備註                                                                  |
| ---- | --------------- | ---- | ---------------------------- | --------------------------------------------------------------------- |
| 1    | ■八高線         | 上行 | 八王子方向                   |                                                                       |
| 2    | ■八高線、川越線 | 下行 | 拜島、高麗川、高崎、川越方向 | 高麗川站起直通往■川越線 （往川越方向的列車） 高崎方向需在高麗川站轉乘 |

（來源：JR東日本:車站構內圖（页面存档备份，存于））

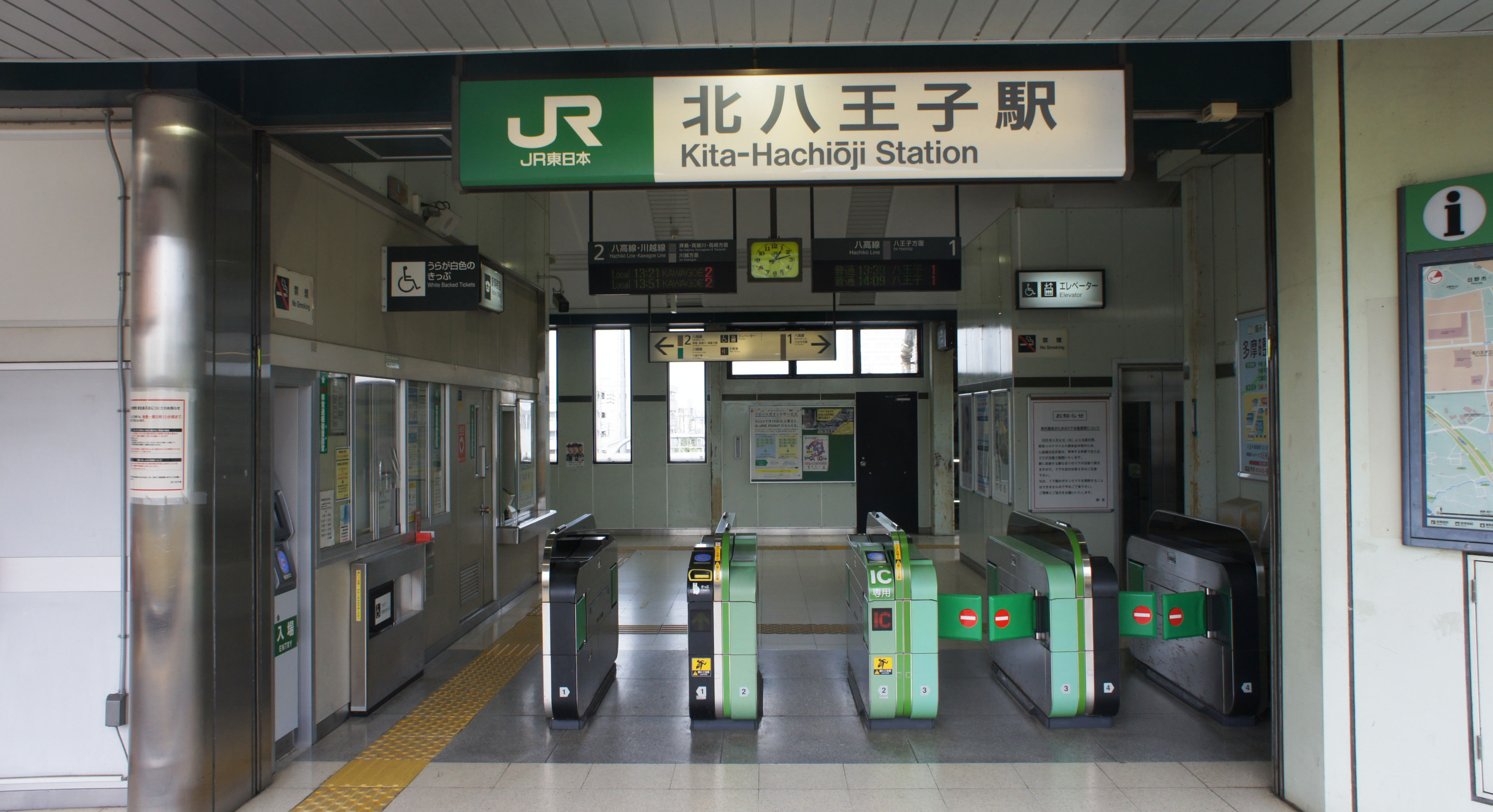
驗票閘口（2021年4月）
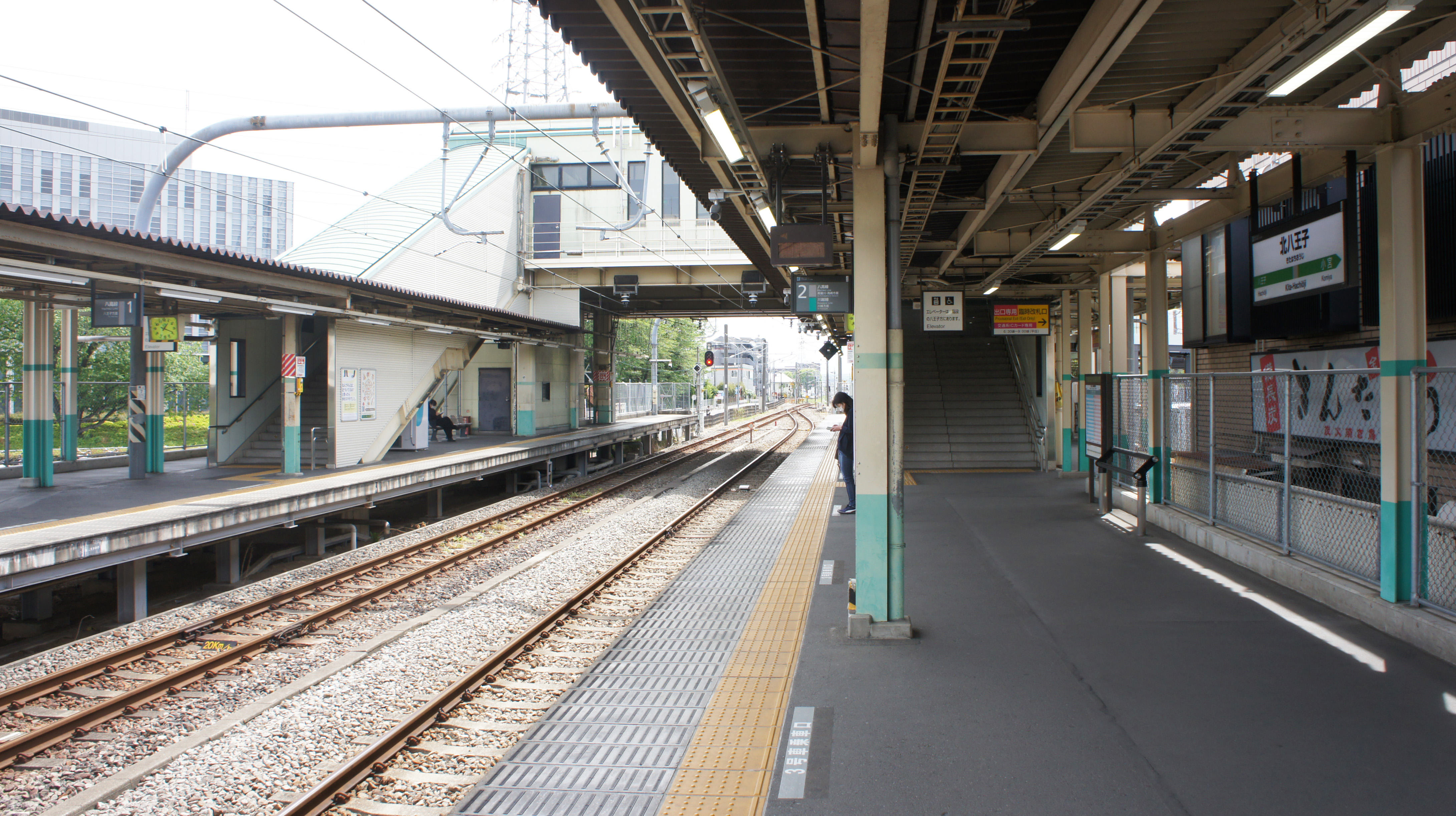
月台（2021年4月）

## 使用情況
2019年（令和元年）度的1日平均上車人次為9,649人。
近年的推移如下表。
| 年度               | 1日平均 上車人次 | 來源     |
| ------------------ | ---------------- | -------- |
| 1990年（平成02年） | 2,162            | [ * 1 ]  |
| 1991年（平成03年） | 2,339            | [ * 2 ]  |
| 1992年（平成04年） | 2,444            | [ * 3 ]  |
| 1993年（平成05年） | 2,836            | [ * 4 ]  |
| 1994年（平成06年） | 3,099            | [ * 5 ]  |
| 1995年（平成07年） | 3,265            | [ * 6 ]  |
| 1996年（平成08年） | 4,312            | [ * 7 ]  |
| 1997年（平成09年） | 4,883            | [ * 8 ]  |
| 1998年（平成10年） | 5,088            | [ * 9 ]  |
| 1999年（平成11年） | 5,273            | [ * 10 ] |
| 2000年（平成12年） | 5,863            | [ * 11 ] |
| 2001年（平成13年） | 5,990            | [ * 12 ] |
| 2002年（平成14年） | 6,156            | [ * 13 ] |
| 2003年（平成15年） | 6,360            | [ * 14 ] |
| 2004年（平成16年） | 6,679            | [ * 15 ] |
| 2005年（平成17年） | 6,743            | [ * 16 ] |
| 2006年（平成18年） | 6,896            | [ * 17 ] |
| 2007年（平成19年） | 7,251            | [ * 18 ] |
| 2008年（平成20年） | 7,430            | [ * 19 ] |
| 2009年（平成21年） | 6,758            | [ * 20 ] |
| 2010年（平成22年） | 6,925            | [ * 21 ] |
| 2011年（平成23年） | 7,438            | [ * 22 ] |
| 2012年（平成24年） | 7,754            | [ * 23 ] |
| 2013年（平成25年） | 8,102            | [ * 24 ] |
| 2014年（平成26年） | 8,428            | [ * 25 ] |
| 2015年（平成27年） | 8,839            | [ * 26 ] |
| 2016年（平成28年） | 9,098            | [ * 27 ] |
| 2017年（平成29年） | 9,255            | [ * 28 ] |
| 2018年（平成30年） | 9,661            | [ * 29 ] |
| 2019年（令和元年） | 9,649            |          |

## 相鄰車站
東日本旅客鐵道（JR東日本）
■八高線
八王子－北八王子－小宮

### 使用情況
1. ↑  東京都統計年鑑 （页面存档备份，存于） - 東京都
2. ↑  統計八王子 （页面存档备份，存于） - 八王子市

JR東日本2000年度以後的上車人次
1. ↑  各駅の乗車人員（2000年度） （页面存档备份，存于） - JR東日本
2. ↑  各駅の乗車人員（2001年度） （页面存档备份，存于） - JR東日本
3. ↑  各駅の乗車人員（2002年度） （页面存档备份，存于） - JR東日本
4. ↑  各駅の乗車人員（2003年度） （页面存档备份，存于） - JR東日本
5. ↑  各駅の乗車人員（2004年度） （页面存档备份，存于） - JR東日本
6. ↑  各駅の乗車人員（2005年度） （页面存档备份，存于） - JR東日本
7. ↑  各駅の乗車人員（2006年度） （页面存档备份，存于） - JR東日本
8. ↑  各駅の乗車人員（2007年度） （页面存档备份，存于） - JR東日本
9. ↑  各駅の乗車人員（2008年度） （页面存档备份，存于） - JR東日本
10. ↑  各駅の乗車人員（2009年度） （页面存档备份，存于） - JR東日本
11. ↑  各駅の乗車人員（2010年度） （页面存档备份，存于） - JR東日本
12. ↑  各駅の乗車人員（2011年度） （页面存档备份，存于） - JR東日本
13. ↑  各駅の乗車人員（2012年度） （页面存档备份，存于） - JR東日本
14. ↑  各駅の乗車人員（2013年度） （页面存档备份，存于） - JR東日本
15. ↑  各駅の乗車人員（2014年度） （页面存档备份，存于） - JR東日本
16. ↑  各駅の乗車人員（2015年度） （页面存档备份，存于） - JR東日本
17. ↑  各駅の乗車人員（2016年度） （页面存档备份，存于） - JR東日本
18. ↑  各駅の乗車人員（2017年度） （页面存档备份，存于） - JR東日本
19. ↑  各駅の乗車人員（2018年度） （页面存档备份，存于） - JR東日本
20. ↑  各駅の乗車人員（2019年度） （页面存档备份，存于） - JR東日本

東京都統計年鑑
1. ↑  .   [2020-07-30]. （原始内容存档于2016-03-05）.
2. ↑  .   [2020-07-30]. （原始内容存档于2016-03-05）.
3. ↑  .   [2018-02-08]. （原始内容存档于2013-08-15）.
4. ↑  .   [2018-02-08]. （原始内容存档于2013-02-03）.
5. ↑  .   [2018-02-08]. （原始内容存档于2013-02-03）.
6. ↑  .   [2018-02-08]. （原始内容存档于2013-02-03）.
7. ↑  .   [2018-02-08]. （原始内容存档于2013-02-03）.
8. ↑  .   [2018-02-08]. （原始内容存档于2016-03-04）.
9. ↑  東京都統計年鑑（平成10年）PDF
10. ↑  東京都統計年鑑（平成11年）PDF
11. ↑  .   [2018-02-08]. （原始内容存档于2016-03-04）.
12. ↑  .   [2018-02-08]. （原始内容存档于2016-03-04）.
13. ↑  .   [2018-02-08]. （原始内容存档于2017-07-29）.
14. ↑  .   [2018-02-08]. （原始内容存档于2017-07-29）.
15. ↑  .   [2018-02-08]. （原始内容存档于2017-07-29）.
16. ↑  .   [2018-02-08]. （原始内容存档于2017-07-29）.
17. ↑  .   [2018-02-08]. （原始内容存档于2017-07-29）.
18. ↑  .   [2018-02-08]. （原始内容存档于2017-07-29）.
19. ↑  .   [2018-02-08]. （原始内容存档于2017-07-29）.
20. ↑  .   [2018-02-08]. （原始内容存档于2016-03-26）.
21. ↑  .   [2018-02-08]. （原始内容存档于2016-03-27）.
22. ↑  .   [2018-02-08]. （原始内容存档于2016-03-25）.
23. ↑  .   [2018-02-08]. （原始内容存档于2016-03-27）.
24. ↑  .   [2018-02-08]. （原始内容存档于2016-03-22）.
25. ↑  .   [2018-02-08]. （原始内容存档于2017-07-30）.
26. ↑  .   [2018-02-08]. （原始内容存档于2018-11-09）.
27. ↑  .   [2020-07-30]. （原始内容存档于2019-05-02）.
28. ↑  .   [2020-07-30]. （原始内容存档于2019-12-03）.
29. ↑  .   [2020-07-30]. （原始内容存档于2020-08-04）.

## 外部連結
- 車站資訊（北八王子）：東日本旅客鐵道